# (10388) Zhuguangya
(10388) Zhuguangya (1996 YH3) – planetoida z grupy pasa głównego asteroid okrążająca Słońce w ciągu 5,77 lat w średniej odległości 3,21 j.a. Odkryta 25 grudnia 1996 roku.